# クラメンス・グラーフ・フォン・シェーンボルン＝ヴィーゼントハイト
クラメンス・グラーフ・フォン・シェーンボルン＝ヴィーゼントハイト（Clemens Graf von Schönborn-Wiesentheid、1905年4月3日 - 1944年8月30日）は、ドイツの空軍軍人（ドイツ国防軍空軍）。 
第二次世界大戦下のユーゴスラヴィア侵攻時、Fliegerführer Arad及び第77急降下爆撃航空団（Sturzkampfgeschwader 77）を指揮した。 
1944年8月30日、参謀本部会議に出席する予定だったところ、ブルガリアのソフィアで原因不明の航空事故で死亡した。

## 栄典
- 騎士鉄十字章（1940年7月21日） - 第77急降下爆撃航空団（Sturzkampfgeschwader 77）司令官（Geschwaderkommodore）及び少佐（major）として[3][4]

### 引用
1. ↑  Weal 1998, p. 88.
2. ↑  Obermaier 1976, p. 189.
3. ↑  Fellgiebel 2000, p. 386.
4. ↑  Scherzer 2007, p. 679.